# Ronde van Spanje 2002
| Eindklassement      |                        |             |
| Algemeen klassement | Aitor González Jiménez | 75h 13' 52" |
| Tweede              | Roberto Heras          | + 2' 14"    |
| Derde               | Joseba Beloki          | + 3' 11"    |
| Vierde              | Óscar Sevilla          | + 3' 26"    |
| Vijfde              | Iban Mayo              | + 5' 42"    |
| Zesde               | Angel Luis Casero      | + 6' 33"    |
| Zevende             | Francesco Casagrande   | + 6' 38"    |
| Achtste             | Felix García Casas     | + 6' 46"    |
| Negende             | Manuel Beltrán         | + 8' 29"    |
| Tiende              | Gilberto Simoni        | + 9' 22"    |
| Puntenklassement    | Erik Zabel             | 188 punten  |
| Tweede              | Alessandro Petacchi    | 163 punten  |
| Derde               | Aitor González Jiménez | 151 punten  |
| Bergklassement      | Aitor Osa              | 204 punten  |
| Tweede              | Roberto Heras          | 112 punten  |
| Derde               | Juan Antonio Flecha    | 101 punten  |

De 57e editie van de Ronde van Spanje (Vuelta a España) werd gehouden van 7 september tot en met 28 september 2002. Er waren twee individuele tijdritten en een ploegentijdrit. Er waren geen rustdagen tijdens deze editie.
De Spanjaard Aitor González Jiménez werd de eindwinnaar van deze editie. Erik Zabel won het puntenklassement en Aitor Osa werd de winnaar van het bergklassement.

## Etappe overzicht
| Etappe | Datum    | Parcours                                   | Afstand (km) | Etappewinnaar          | Klassementsleider      |
| ------ | -------- | ------------------------------------------ | ------------ | ---------------------- | ---------------------- |
| 1      | 7 sept.  | Valencia - Valencia                        | 30 (TTT)     | ONCE-Eroski            | Joseba Beloki          |
| 2      | 8 sept.  | Valencia - Alcoy                           | 144,7        | Danilo Di Luca         | Joseba Beloki          |
| 3      | 9 sept.  | San Vicente del Raspeig - Murcia - León    | 134          | Mario Cipollini        | Joseba Beloki          |
| 4      | 10 sept. | Águilas - Roquetas de Mar                  | 149,5        | Mario Cipollini        | Joseba Beloki          |
| 5      | 11 sept. | El Ejido - Sierra Nevada                   | 198          | Guido Trentin          | Mikel Zarrabeitia      |
| 6      | 12 sept. | Granada - Sierra de la Pandera             | 153          | Roberto Heras          | Óscar Sevilla          |
| 7      | 13 sept. | Jaén - Málaga                              | 197          | Mario Cipollini        | Óscar Sevilla          |
| 8      | 14 sept. | Málaga - Ubrique                           | 173,5        | Aitor González Jiménez | Óscar Sevilla          |
| 9      | 15 sept. | Córdoba - Córdoba                          | 130          | Pablo Lastras          | Óscar Sevilla          |
| 10     | 16 sept. | Córdoba - Córdoba                          | 36,5 (ITT)   | Aitor González Jiménez | Óscar Sevilla          |
| 11     | 17 sept. | Alcobendas - Collado Villalba              | 166          | Pablo Lastras          | Óscar Sevilla          |
| 12     | 18 sept. | Segovia - Burgos                           | 210,5        | Alessandro Petacchi    | Óscar Sevilla          |
| 13     | 19 sept. | Burgos - Santander                         | 190          | Giovanni Lombardi      | Óscar Sevilla          |
| 14     | 20 sept. | Santander - Gijón                          | 190          | Serguei Smetanine      | Óscar Sevilla          |
| 15     | 21 sept. | Gijón - Alto l'Angliru                     | 176,7        | Roberto Heras          | Roberto Heras          |
| 16     | 22 sept. | Avilés - León                              | 154,7        | Santiago Botero        | Roberto Heras          |
| 17     | 23 sept. | Benavente - Salamanca                      | 145,5        | Angelo Furlan          | Roberto Heras          |
| 18     | 24 sept. | Salamanca - Estación de La Covatilla       | 193,7        | Santiago Blanco        | Roberto Heras          |
| 19     | 25 sept. | Béjar - Ávila                              | 177,8        | José Vicente Carcía    | Roberto Heras          |
| 20     | 26 sept. | Ávila - Warner Bros Park - Alto de Abantos | 191          | Angelo Furlan          | Roberto Heras          |
| 21     | 27 sept. | Warner Bros Park - Madrid                  | 41,2 (ITT)   | Aitor González Jiménez | Aitor González Jiménez |